# Liste des ambassadeurs du Royaume-Uni en Ouzbékistan

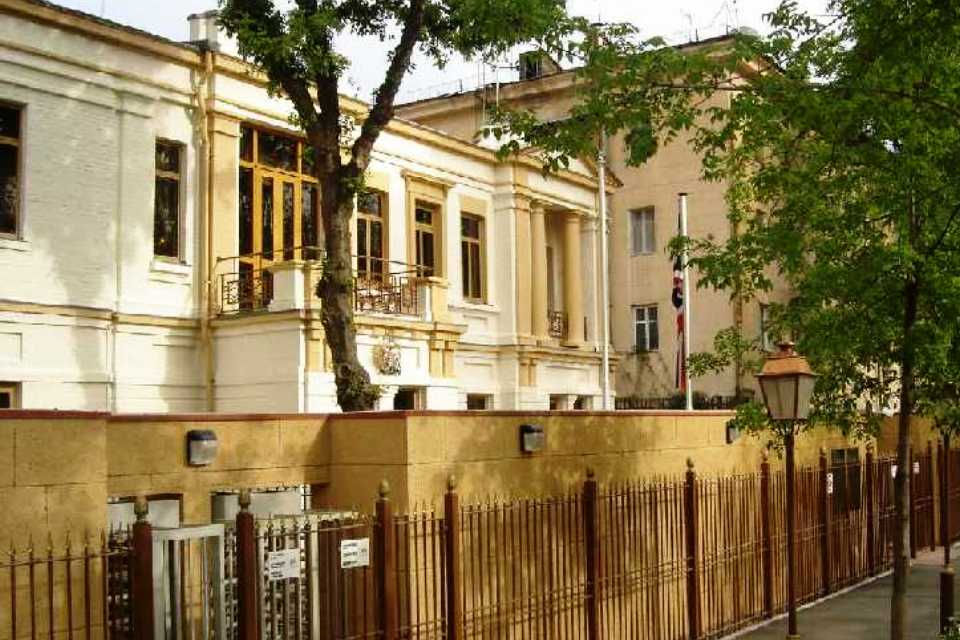
Ambassade britannique à Tachkent

L'ambassadeur du Royaume-Uni en Ouzbékistan est le principal représentant diplomatique du Royaume-Uni auprès de la République d'Ouzbékistan et le chef de la mission diplomatique du Royaume-Uni à Tachkent.

## Ambassadeurs
- 1993-1995: Paul Bergne[1]
- 1995-1999: Barbara Hay[2]
- 1999-2002: Christopher Ingham[3]
- 2002-2004: Craig Murray
- 2005-2007: David Moran[4]
- 2007-2009: Iain Kelly[5]
- 2009-2012: Rupert Joy[6]
- 2012-2015: George Edgar[7]
- 2015-2019: Christopher Allan[8],[9]
- 2019-2023:  Timothy Torlot[10]